# Liste des espèces du genre Indigofera

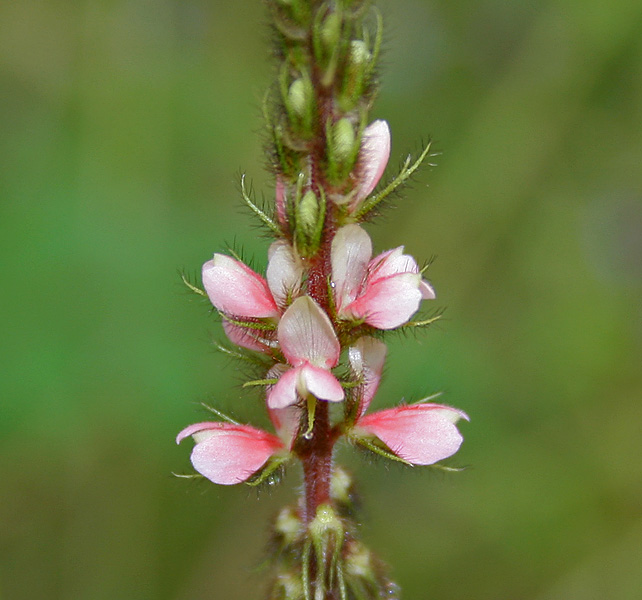
Indigofera astragalina, fleurs.

La liste des espèces du genre Indigofera  comprend près de 670 noms d'espèces acceptées, ce qui fait de ce genre l'un des plus importants de la famille des Fabaceae, après les genres  Astragalus (plus de 2 400 espèces) et Acacia (plus de 950 espèces). Selon la base de données The Plant List, 1325  espèces rattachées au genre Indigofera ont été décrites, mais seuls 665 épithètes désignent des espèces acceptées (y compris quelques sous-espèces et variétés), tandis que 450 sont considérées comme des synonymes, et 210 comme mal appliquées.
Ce genre, composé de nombreuses plantes herbacées annuelles ou vivaces, mais aussi d'arbustes ou de petits arbres, est présent dans toutes les régions tropicales et subtropicales du Nouveau et de l'Ancien Monde. Certaines espèces sont importantes sur le plan économique, notamment Indigofera arrecta, Indigofera suffruticosa et  Indigofera tinctoria, cette dernière étant largement utilisée pour la production traditionnelle de la teinture indigo.

## Liste des espèces acceptées
Selon The Plant List (2 janvier 2019) :
- Indigofera acanthinocarpa Blatt.
- Indigofera acanthoclada Dinter
- Indigofera accepta N.E.Br.
- Indigofera achyranthoides Taub.
- Indigofera acutiflora N.E.Br.
- Indigofera acutipetala Y.Y.Fang & C.Z.Zheng
- Indigofera adenocarpa E.Mey.
- Indigofera adenoides Baker f.
- Indigofera adesmiifolia A.Gray
- Indigofera alopecuroides (Burm.f.) DC.
- Indigofera alpina Eckl. & Zeyh.
- Indigofera alternans DC.
- Indigofera ambelacensis Schweinf.
- Indigofera amblyantha Craib
- Indigofera amitina N.E.Br.
- Indigofera ammobia Maconochie
- Indigofera ammoxylum (DC.) Polhill
- Indigofera amoena Aiton
- Indigofera amorphoides Jaub. & Spach
- Indigofera anabibensis A.Schreib.
- Indigofera ancistrocarpa Thulin
- Indigofera andrewsiana J.B.Gillett
- Indigofera andringitrensis R.Vig.
- Indigofera angulosa Edgew.
- Indigofera angustata E.Mey.
- Indigofera angustifolia L.
- Indigofera ankaratrensis R.Vig.
- Indigofera antunesiana Harms
- Indigofera aquae-nitentis Bremek.
- Indigofera arabica Jaub. & Spach
- Indigofera aralensis Gagnep.
- Indigofera arenophila Schinz
- Indigofera argentea Burm.f.
- Indigofera argutidens Craib
- Indigofera aristata Spreng.
- Indigofera arnottii (Kuntze) Peter G. Wilson
- Indigofera arrecta A.Rich.
- Indigofera articulata Gouan
- Indigofera aspalathoides DC.
- Indigofera aspera DC.
- Indigofera asperifolia Benth.
- Indigofera asterocalycina Gilli
- Indigofera astragalina DC.
- Indigofera atrata N.E.Br.
- Indigofera atricephala J.B.Gillett
- Indigofera atriceps Hook.f.
- Indigofera atropurpurea Hornem.
- Indigofera auricoma E.Mey.
- Indigofera australis Willd.
- Indigofera baileyi F.Muell.
- Indigofera bainesii Baker
- Indigofera balfouriana Craib
- Indigofera bancroftii Peter G.Wilson
- Indigofera bangweolensis R.E.Fr.
- Indigofera banii N.D.Khoi & Yakovlev
- Indigofera barteri Hutch. & Dalziel
- Indigofera basedowii E.Pritz.
- Indigofera basiflora J.B.Gillett
- Indigofera baumiana Harms
- Indigofera bayensis Thulin
- Indigofera bella Prain
- Indigofera bemarahaensis Du Puy & Labat
- Indigofera benguellensis Baker
- Indigofera berhautiana J.B.Gillett
- Indigofera biglandulosa J.B.Gillett
- Indigofera bijuga Walp.
- Indigofera binderi Kotschy
- Indigofera blaiseae Du Puy & Labat
- Indigofera blanchetiana Benth.
- Indigofera bogdanii J.B.Gillett
- Indigofera boinensis R.Vig.
- Indigofera bojeri Baker
- Indigofera bongardiana (Kuntze) Burkart
- Indigofera bongensis Kotschy & Peyr.
- Indigofera boranica Thulin
- Indigofera bosseri Du Puy & Labat
- Indigofera boviperda Morrison
- Indigofera brachynema J.B.Gillett
- Indigofera brachystachya (DC.) E.Mey.
- Indigofera bracteata Baker
- Indigofera bracteolata DC.
- Indigofera brassii Baker
- Indigofera brevicalyx Baker f.
- Indigofera brevidens Benth.
- Indigofera brevifilamenta J.B.Gillett
- Indigofera breviracemosa Torre
- Indigofera breviviscosa J.B.Gillett
- Indigofera brunoniana Wall.
- Indigofera buchananii Burtt Davy
- Indigofera bungeana Walp.
- Indigofera burchellii DC.
- Indigofera burttii Baker f.
- Indigofera bussei J.B.Gillett
- Indigofera byobiensis Hosok.
- Indigofera calcicola Craib
- Indigofera caloneura Kurz
- Indigofera campestris Benth.
- Indigofera candicans Aiton
- Indigofera candolleana Meissner
- Indigofera capillaris Thunb.
- Indigofera capitata Kotschy
- Indigofera carlesi Craib
- Indigofera caroliniana Mill.
- Indigofera cassioides DC.
- Indigofera caudata Dunn
- Indigofera cavallii Chiov.
- Indigofera cecilii N.E.Br.
- Indigofera cedrorum Dunn
- Indigofera chaetodonta Franch.
- Indigofera charlierana Schinz
- Indigofera chenii S.S.Chien
- Indigofera chevalieri Tisser.
- Indigofera chirensis J.B.Gillett
- Indigofera chuniana F.P.Metcalf
- Indigofera ciferrii Chiov.
- Indigofera cinerascens Franch.
- Indigofera circinella Baker f.
- Indigofera circinnata Harv.
- Indigofera cliffordiana J.B.Gillett
- Indigofera coerulea Roxb.
- Indigofera colutea (Burm.f.) Merr.
- Indigofera commixta N.E.Br.
- Indigofera comosa N.E.Br.
- Indigofera complanata Spreng.
- Indigofera complicata Eckl. & Zeyh.
- Indigofera compressa Lam.
- Indigofera concava Harv.
- Indigofera concinna Baker
- Indigofera conferta J.B.Gillett
- Indigofera confusa Prain & Baker f.
- Indigofera congesta Baker
- Indigofera congolensis De Wild. & T.Durand
- Indigofera conjugata Baker
- Indigofera constricta (Thwaites) Trimen
- Indigofera conzattii Rose
- Indigofera corallinosperma Torre
- Indigofera cordifolia Roth
- Indigofera coronillifolia Benth.
- Indigofera costaricensis Benth.
- Indigofera crebra N.E.Br.
- Indigofera crotalarioides (Klotzsch) Baker
- Indigofera cryptantha Harv.
- Indigofera cuernavacana Rose
- Indigofera cuitoensis Baker f.
- Indigofera cuneata Oliv.
- Indigofera cuneifolia Eckl. & Zeyh.
- Indigofera cunenensis Torre
- Indigofera curvata J.B.Gillett
- Indigofera curvirostrata Thulin
- Indigofera cylindracea Baker
- Indigofera cylindrica sensu auct.
- Indigofera cytisoides Thunb.
- Indigofera daleoides Harv.
- Indigofera dalzellii T.Cooke
- Indigofera damarana Merxm. & A.Schreib.
- Indigofera daochengensis Y.Y.Fang & C.Z.Zheng
- Indigofera dasyantha Baker f.
- Indigofera dasycephala Baker f.
- Indigofera dauensis J.B.Gillett
- Indigofera deccanensis Sanjappa
- Indigofera declinata E.Mey.
- Indigofera decora Lindl.
- Indigofera deflersii Baker f.
- Indigofera deightonii J.B.Gillett
- Indigofera dekindtii Tisser.
- Indigofera delagoaensis J.B.Gillett
- Indigofera delavayi Franch.
- Indigofera dembianensis (Chiov.) J.B.Gillett
- Indigofera demissa Taub.
- Indigofera dendroides Jacq.
- Indigofera densa N.E.Br.
- Indigofera densiflora M.Martens & Galeotti
- Indigofera densifructa Y.Y.Fang & C.Z.Zheng
- Indigofera denudata Thunb.
- Indigofera depressa Harv.
- Indigofera desertorum Torre
- Indigofera dichroa Craib
- Indigofera digitata Thunb.
- Indigofera dillwynioides Harv.
- Indigofera dimidiata Walp.
- Indigofera dionaeifolia (S. Moore) Schrire
- Indigofera diphylla Vent.
- Indigofera discolor Rydb.
- Indigofera dissitiflora Oliv.
- Indigofera disticha Eckl. & Zeyh.
- Indigofera diversifolia DC.
- Indigofera dolichochaete Craib
- Indigofera dolichothyrsa Baker f.
- Indigofera dosua D.Don
- Indigofera dregeana E.Mey.
- Indigofera drepanocarpa Taub.
- Indigofera dumetorum Craib
- Indigofera dyeri Britten
- Indigofera efoliata F.Muell.
- Indigofera egens N.E.Br.
- Indigofera elandsbergensis Phillipson
- Indigofera elliotii (Baker f.) J.B.Gillett
- Indigofera elwakensis J.B.Gillett
- Indigofera emarginata Y.Y.Fang & C.Z.Zheng
- Indigofera emarginella A.Rich.
- Indigofera emarginelloides J.B.Gillett
- Indigofera emmae De Kort & G.Thijsse
- Indigofera endecaphylla Jacq. ex Poir.
- Indigofera enormis N.E.Br.
- Indigofera erecta Thunb.
- Indigofera eremophila Thulin
- Indigofera eriocarpa E.Mey.
- Indigofera erythrogramma Baker
- Indigofera esquirolii H.Lev.
- Indigofera evansiana Burtt Davy
- Indigofera evansii Schltr.
- Indigofera ewartiana Domin
- Indigofera exellii Torre
- Indigofera exigua Eckl. & Zeyh.
- Indigofera exilis Grierson & D.G.Long
- Indigofera eylesiana J.B.Gillett
- Indigofera fanshawei J.B.Gillett
- Indigofera faulknerae J.B.Gillett
- Indigofera filicaulis Eckl. & Zeyh.
- Indigofera filifolia Thunb.
- Indigofera filiformis L.f.
- Indigofera filipes Harv.
- Indigofera flabellata Harv.
- Indigofera flavicans Baker
- Indigofera floribunda N.E.Br.
- Indigofera foliosa E.Mey.
- Indigofera forrestii Craib
- Indigofera fortunei Craib
- Indigofera frondosa N.E.Br.
- Indigofera frutescens L.f.
- Indigofera fruticosa Rose
- Indigofera fulcrata Harv.
- Indigofera fulgens Baker
- Indigofera fulvopilosa Brenan
- Indigofera fuscosetosa Baker
- Indigofera gairdnerae Baker f.
- Indigofera galegoides DC.
- Indigofera galpinii N.E.Br.
- Indigofera gangetica Sanjappa
- Indigofera garckeana Vatke
- Indigofera geminata Baker
- Indigofera georgei E.Pritz.
- Indigofera giessii A.Schreib.
- Indigofera gifbergensis C.H.Stirt. & Jarvie
- Indigofera glabra L.
- Indigofera glandulosa Wendl.
- Indigofera glaucescens Eckl. & Zeyh.
- Indigofera glaucifolia Cronquist
- Indigofera glomerata E.Mey.
- Indigofera gloriosa Cronquist
- Indigofera goetzei Harms
- Indigofera gracilis Spreng.
- Indigofera graniticola J.B.Gillett
- Indigofera grata E.Mey.
- Indigofera griseoides Harms
- Indigofera grisophylla Fourc.
- Indigofera guaranitica Hassl.
- Indigofera guatemalensis Moc., Sessé & Cerv. ex Backer
- Indigofera guthriei Bolus
- Indigofera gypsacea Thulin
- Indigofera hamiltonii Duthie & Prain
- Indigofera hamulosa Schltr.
- Indigofera hancockii Craib
- Indigofera hantamensis Diels
- Indigofera haplophylla F.Muell.
- Indigofera hebepetala Baker
- Indigofera hedyantha Eckl. & Zeyh.
- Indigofera helmsii Peter G.Wilson
- Indigofera hendecaphylla Jacq.
- Indigofera henryi Craib
- Indigofera hermannioides J.B.Gillett
- Indigofera heterantha Brandis
- Indigofera heterocarpa Baker
- Indigofera heterophylla Thunb.
- Indigofera heterotricha DC.
- Indigofera heudelotii Baker
- Indigofera hewittii Baker f.
- Indigofera hilaris Eckl. & Zeyh.
- Indigofera himalayensis Ali
- Indigofera hinanensis H.T.Tsai & T.F.Yu
- Indigofera hiranensis Thulin
- Indigofera hirsuta L.
- Indigofera hispida Eckl. & Zeyh.
- Indigofera hochstetteri Baker
- Indigofera hofmanniana Schinz
- Indigofera hololeuca Harv.
- Indigofera holstii (Baker f.) Baker f.
- Indigofera holubii N.E.Br.
- Indigofera homblei Baker f. & Martin
- Indigofera howellii Craib & W.W.Sm.
- Indigofera huillensis Baker f.
- Indigofera humifusa Eckl. & Zeyh.
- Indigofera humilis Kunth
- Indigofera hundtii Rossberg
- Indigofera hybrida N.E.Br.
- Indigofera hygrobia Malme
- Indigofera imerinensis Du Puy & Labat
- Indigofera incana Thunb.
- Indigofera incompta McVaugh
- Indigofera ingrata N.E.Br.
- Indigofera inhambanensis Klotzsch
- Indigofera insularis Chiov.
- Indigofera intermedia Harv.
- Indigofera interrupta (Du Puy, Labat & Schrire) Schrire
- Indigofera intricata Boiss.
- Indigofera inyangana N.E.Br.
- Indigofera ionii Jarvie & C.H.Stirt.
- Indigofera irodoensis Du Puy & Labat
- Indigofera ischnoclada Harms
- Indigofera itremoensis Du Puy & Labat
- Indigofera jaliscensis Rose
- Indigofera jamaicensis Spreng.
- Indigofera jikongensis Y.Y.Fang & C.Z.Zheng
- Indigofera jindongensis Y.Y.Fang & C.Z.Zheng
- Indigofera karkarensis (Thulin) Schrire
- Indigofera karnatakana Sanjappa
- Indigofera kasinii Boonyam.
- Indigofera kelleri Baker f.
- Indigofera kerrii De Kort & G.Thijsse
- Indigofera kerstingii Harms
- Indigofera kirilowii Palib.
- Indigofera kirkii Oliv.
- Indigofera knoblecheri Kotschy
- Indigofera kongwaensis J.B.Gillett
- Indigofera krookii Zahlbr.
- Indigofera kuntzei Harms
- Indigofera kurtzii Kuntze
- Indigofera lacei Craib
- Indigofera lamellata Thulin
- Indigofera lancifolia Rydb.
- Indigofera langebergensis L.Bolus
- Indigofera lasiantha Desv.
- Indigofera latifolia Micheli
- Indigofera latisepala J.B.Gillett
- Indigofera laxiflora Craib
- Indigofera laxiracemosa Baker f.
- Indigofera leendertziae N.E.Br.
- Indigofera lenticellata Craib
- Indigofera lepida N.E.Br.
- Indigofera leprieurii Baker f.
- Indigofera leptocarpa Eckl. & Zeyh.
- Indigofera leptoclada Harms
- Indigofera leptosepala Nutt.
- Indigofera lespedezioides Kunth
- Indigofera letestui Tisser.
- Indigofera leucoclada Baker
- Indigofera leucotricha E.Pritz.
- Indigofera limosa L.Bolus
- Indigofera lindheimeriana Scheele
- Indigofera linifolia (L.f.) Retz.
- Indigofera linnaei Ali
- Indigofera litoralis Chun & T.Chen
- Indigofera livingstoniana J.B.Gillett
- Indigofera longibarbata Engl.
- Indigofera longicauda Thuan
- Indigofera longidentata (Du Puy, Labat & Schrire) Schrire
- Indigofera longimucronata Baker f.
- Indigofera longipedicellata J.B.Gillett
- Indigofera longipedunculata Y.Y.Fang & C.Z.Zheng
- Indigofera longiracemosa Baill.
- Indigofera longistaminata Schrire
- Indigofera lotononoides Baker f.
- Indigofera lughensis Thulin
- Indigofera lupatana Baker f.
- Indigofera luzonensis De Kort & G.Thijsse
- Indigofera lyallii Baker
- Indigofera lydenburgensis N.E.Br.
- Indigofera macrantha Harms
- Indigofera macrocalyx Guill. & Perr.
- Indigofera macrophylla Schum. & Thonn.
- Indigofera madagascariensis Vatke
- Indigofera mahafalensis (Du Puy, Labat & Schrire) Schrire
- Indigofera malacostachys Harv.
- Indigofera malindiensis J.B.Gillett
- Indigofera malongensis Cronquist
- Indigofera mangokyensis ""R.Vig., p.p.A""
- Indigofera manyoniensis Baker f.
- Indigofera maritima Baker
- Indigofera marmorata Balf.f.
- Indigofera masaiensis J.B.Gillett
- Indigofera masonae N.E.Br.
- Indigofera matudae Lundell
- Indigofera mauritanica (L.) Thunb.
- Indigofera maymyoensis Sanjappa
- Indigofera megacephala J.B.Gillett
- Indigofera mekongensis Jessup
- Indigofera melanadenia Harv.
- Indigofera mendesii Torre
- Indigofera mendoncae J.B.Gillett
- Indigofera mengtzeana Craib
- Indigofera merxmuelleri A.Schreib.
- Indigofera meyeriana Eckl. & Zeyh.
- Indigofera micheliana Rose
- Indigofera micrantha E.Mey.
- Indigofera microcalyx Baker
- Indigofera microcarpa Desv.
- Indigofera micropetala Baker f.
- Indigofera mildbraediana J.B.Gillett
- Indigofera mildrediana Torre
- Indigofera milne-redheadii J.B.Gillett
- Indigofera mimosoides Baker
- Indigofera minbuensis Gage
- Indigofera miniata Ortega
- Indigofera mischocarpa Schltr.
- Indigofera mollicoma N.E.Br.
- Indigofera mollis Eckl. & Zeyh.
- Indigofera monantha Baker f.
- Indigofera monanthoides J.B.Gillett
- Indigofera monbeigii Craib
- Indigofera monophylla DC.
- Indigofera monostachya Eckl. & Zeyh.
- Indigofera montana Rose
- Indigofera mooneyi Thulin
- Indigofera mouroundavensis Baill.
- Indigofera muliensis Y.Y.Fang & C.Z.Zheng
- Indigofera mundtiana Eckl. & Zeyh.
- Indigofera mupensis Torre
- Indigofera mwanzae J.B.Gillett
- Indigofera myosurus Craib
- Indigofera mysorensis DC.
- Indigofera nairobiensis Baker f.
- Indigofera nambalensis Harms
- Indigofera natalensis Bolus
- Indigofera nebrowniana J.B.Gillett
- Indigofera neoglabra Wang & T.Tang
- Indigofera neosericopetala P.C. Li
- Indigofera nephrocarpa Balf.f.
- Indigofera nephrocarpoides J.B.Gillett
- Indigofera nesophila Lievens & Urbatsch
- Indigofera nigrescens King & Prain
- Indigofera nigricans Pers.
- Indigofera nigritana Hook.f.
- Indigofera nigromontana Eckl. & Zeyh.
- Indigofera nivea R.Vig.
- Indigofera nudicaulis E.Mey.
- Indigofera nugalensis Thulin
- Indigofera nummularia Baker
- Indigofera nummulariifolia (L.) Alston
- Indigofera nyassica Gilli
- Indigofera obcordata Eckl. & Zeyh.
- Indigofera oblongifolia Forssk.
- Indigofera obscura N.E.Br.
- Indigofera ogadensis J.B.Gillett
- Indigofera oligophylla Klotzsch
- Indigofera omariana J.B.Gillett
- Indigofera omissa J.B.Gillett
- Indigofera ormocarpoides Baker
- Indigofera orthocarpa C.Presl
- Indigofera oubanguiensis Tisser.
- Indigofera ovata Thunb.
- Indigofera ovina Harv.
- Indigofera oxalidea Baker
- Indigofera oxytropis Harv.
- Indigofera oxytropoides Schltr.
- Indigofera palmeri S.Watson
- Indigofera pampaniniana Craib
- Indigofera panamensis Rydb.
- Indigofera paniculata Pers.
- Indigofera pappei Fourc.
- Indigofera paracapitata J.B.Gillett
- Indigofera paraglaucifolia Torre
- Indigofera paraoxalidea Torre
- Indigofera parkesii Craib
- Indigofera parodiana Burkart
- Indigofera parviflora F. Heyne ex Hook. & Arn.
- Indigofera patula Baker
- Indigofera pauciflora Eckl. & Zeyh.
- Indigofera paucifolioides Blatt. & Hallb.
- Indigofera paucistrigosa J.B.Gillett
- Indigofera pearsonii Baker f.
- Indigofera pechuelii Kuntze
- Indigofera pedicellata Wight & Arn.
- Indigofera pedunculata Baker
- Indigofera pellucida J.B.Gillett & Thulin
- Indigofera peltata J.B.Gillett
- Indigofera peltieri Du Puy & Labat
- Indigofera pendula Franch.
- Indigofera penduloides Y.Y.Fang & C.Z.Zheng
- Indigofera perriniana Spreng.
- Indigofera petiolata Cronquist
- Indigofera phyllanthoides Baker
- Indigofera phymatodea Thulin
- Indigofera pilgeriana Schltr.
- Indigofera pilosa Poir.
- Indigofera pinifolia Baker
- Indigofera placida N.E.Br.
- Indigofera platycarpa Rose
- Indigofera platypoda E.Mey.
- Indigofera pobeguinii J.B.Gillett
- Indigofera podocarpa Baker f. & Martin
- Indigofera podophylla Harv.
- Indigofera poliotes Eckl. & Zeyh.
- Indigofera polygaloides M.B.Scott
- Indigofera polysphaera Baker
- Indigofera pongolana N.E.Br.
- Indigofera porrecta Eckl. & Zeyh.
- Indigofera porrigens Colla
- Indigofera potaninii Craib
- Indigofera pratensis F.Muell.
- Indigofera praticola Baker f.
- Indigofera prieureana Guill. & Perr.
- Indigofera procumbens L.
- Indigofera prostrata Willd.
- Indigofera pruinosa Baker
- Indigofera pseudocompressa (Du Puy, Labat & Schrire) Schrire
- Indigofera pseudoevansii Hilliard & B.L.Burtt
- Indigofera pseudointricata J.B.Gillett
- Indigofera pseudoparvula R.Vig.
- Indigofera pseudoreticulata Grierson & D.G.Long
- Indigofera pseudosubulata Baker f.
- Indigofera pseudotinctoria Matsum.
- Indigofera psoraloides (L.) L.
- Indigofera pueblensis Rydb.
- Indigofera pulchra Willd.
- Indigofera pungens E.Mey.
- Indigofera purpusii Brandegee
- Indigofera quarrei Cronquist
- Indigofera quinquefolia E.Mey.
- Indigofera radicifera Cronquist
- Indigofera ramosissima J.B.Gillett
- Indigofera ramulosissima Hosok.
- Indigofera rautanenii Baker f.
- Indigofera reducta N.E.Br.
- Indigofera rehmannii Baker f.
- Indigofera remota Baker f.
- Indigofera repens Cronquist
- Indigofera reticulata Franch.
- Indigofera retusa N.E.Br.
- Indigofera rhodantha Fourc.
- Indigofera rhynchocarpa Baker
- Indigofera rhytidocarpa Harv.
- Indigofera rigioclada Craib
- Indigofera ripae N.E.Br.
- Indigofera rojasii Hassl.
- Indigofera roseo-caerulea Baker f.
- Indigofera rostrata Bolus
- Indigofera rothii Baker
- Indigofera rubroglandulosa Germish.
- Indigofera rugosa Benth.
- Indigofera ruspolii Baker f.
- Indigofera sabulosa Thulin
- Indigofera salmoniflora Rose
- Indigofera salteri Baker f.
- Indigofera sanguinea N.E.Br.
- Indigofera santapaui Sanjappa
- Indigofera santosii Torre
- Indigofera sarmentosa L.f.
- Indigofera saxicola Benth.
- Indigofera scabrida Dunn
- Indigofera scarciesii Scott-Elliot
- Indigofera schimperi Jaub. & Spach
- Indigofera schinzii N.E.Br.
- Indigofera schliebenii Harms
- Indigofera schultziana F.Muell.
- Indigofera scopiformis Thulin
- Indigofera sebungweensis J.B.Gillett
- Indigofera secundiflora Poir.
- Indigofera sedgewickiana Vatke
- Indigofera semitrijuga Forssk.
- Indigofera senegalensis Lam.
- Indigofera sensitiva Franch.
- Indigofera sericovexilla C.T.White
- Indigofera sesquipedalis Sanjappa
- Indigofera sessiliflora DC.
- Indigofera sessilifolia DC.
- Indigofera setiflora Baker
- Indigofera setosa N.E.Br.
- Indigofera sieberiana Scheele
- Indigofera silvestrii Pamp.
- Indigofera simaoensis Y.Y.Fang & C.Z.Zheng
- Indigofera simplicifolia Lam.
- Indigofera sisalis J.B.Gillett
- Indigofera smutsii J.B.Gillett
- Indigofera sokotrana Vierh.
- Indigofera sootepensis Craib
- Indigofera sordida Harv.
- Indigofera souliei Craib
- Indigofera sparsa Baker
- Indigofera sparteola Chiov.
- Indigofera sphaerocarpa A.Gray
- Indigofera sphinctosperma Standl.
- Indigofera spicata Forssk.
- Indigofera spiniflora Boiss.
- Indigofera spinosa Forssk.
- Indigofera splendens Ficalho & Hiern
- Indigofera squalida Prain
- Indigofera stachyodes Lindl.
- Indigofera stenophylla Guill. & Perr.
- Indigofera stenosepala Baker
- Indigofera sticta Craib
- Indigofera stricta L.f.
- Indigofera strigulosa Baker f.
- Indigofera strobilifera (Hochst.) Baker
- Indigofera suarezensis Du Puy & Labat
- Indigofera suaveolens Jaub. & Spach
- Indigofera subargentea De Wild.
- Indigofera subcorymbosa Baker
- Indigofera subsecunda Gagnep.
- Indigofera subulifera Baker
- Indigofera subverticellata Gagnep.
- Indigofera suffruticosa Mill.
- Indigofera sulcata DC.
- Indigofera superba C.H.Stirt.
- Indigofera sutherlandoides Baker
- Indigofera swaziensis Bolus
- Indigofera szechuensis Craib
- Indigofera taborensis J.B.Gillett
- Indigofera tanaensis J.B.Gillett
- Indigofera tanganyikensis Baker f.
- Indigofera taruffiana Torre
- Indigofera taylori J.B.Gillett
- Indigofera teixeirae Torre
- Indigofera tengyuehensis H.T.Tsai & T.F.Yu
- Indigofera tenuifolia Lam.
- Indigofera tenuipes Polhill
- Indigofera tenuis Milne-Redh.
- Indigofera tenuissima E.Mey.
- Indigofera tephrosioides Kunth
- Indigofera terminalis Baker
- Indigofera tetraptera Taub.
- Indigofera tetrasperma Pers.
- Indigofera texana Buckley
- Indigofera thesioides Jarvie & C.H.Stirt.
- Indigofera thibaudiana DC.
- Indigofera thikaensis J.B.Gillett
- Indigofera thomsonii Baker f.
- Indigofera thothathri Sanjappa
- Indigofera thymoides Baker
- Indigofera tinctoria L.
- Indigofera tirunelvelica Sanjappa
- Indigofera tomentosa Eckl. & Zeyh.
- Indigofera torrei J.B.Gillett
- Indigofera torulosa E.Mey.
- Indigofera trachyphylla Oliv.
- Indigofera transvaalensis Baker f.
- Indigofera trialata A.Chev.
- Indigofera trichopoda Guill. & Perr.
- Indigofera trifoliata L.
- Indigofera trifolioides Baker f.
- Indigofera trigonelloides Jaub. & Spach
- Indigofera triquetra E.Mey.
- Indigofera tristis E.Mey.
- Indigofera tristoides N.E.Br.
- Indigofera trita L.f.
- Indigofera truxillensis Kunth
- Indigofera tryonii Domin
- Indigofera tumidula Rose
- Indigofera ufipaensis J.B.Gillett
- Indigofera ugandensis Baker f.
- Indigofera uniflora Roxb.
- Indigofera vanderystii J.B.Gillett
- Indigofera varia E.Mey.
- Indigofera velutina E.Mey.
- Indigofera venulosa Benth.
- Indigofera venusta Eckl. & Zeyh.
- Indigofera verrucosa Eckl. & Zeyh.
- Indigofera verruculosa Peter G.Wilson
- Indigofera vicioides Jaub. & Spach
- Indigofera viscidissima Baker
- Indigofera vivax Schrank
- Indigofera vohemarensis Baill.
- Indigofera volkensii Taub.
- Indigofera wightii Wight & Arn.
- Indigofera wildiana J.B.Gillett
- Indigofera williamsonii (Harv.) N.E.Br.
- Indigofera wilsonii Craib
- Indigofera wituensis Baker f.
- Indigofera woodii Bolus
- Indigofera zanzibarica J.B.Gillett
- Indigofera zavattarii Chiov.
- Indigofera zenkeri Baker f.
- Indigofera zeyheri Eckl. & Zeyh.
- Indigofera zollingeriana Miq.
- Indigofera zornioides Du Puy & Labat